# باشگاه فوتبال ملکشام تاون
باشگاه فوتبال ملکشام تاون (به انگلیسی: Melksham Town Football Club) یک باشگاه فوتبال در شهر ملکشام،  واقع در کشور انگلستان است که در سال ۱۸۷۶ میلادی تأسیس شده‌است.